# П'ятий степінь
У арифметиці та алгебрі, п'ятий степінь числа n є результатом множення п'яти екземплярів  n разом:
n5 = n × n × n × n × n.
П'яті степені також утворюються шляхом множення числа на його четвертий степінь або квадрат числа на його куб.
Послідовність п'ятих степенів цілих така:
0, 1, 32, 243, 1024, 3125, 7776, 16807, 32768, 59049, 100000, 161051, 248832, 371293, 537824, 759375, 1048576, 1419857, 1889568, 2476099, 3200000, 4084101, 5153632, 6436343, 7962624, 9765625, … послідовність A000584 з Онлайн енциклопедії послідовностей цілих чисел, OEIS

## Властивості
Для будь-якого цілого числа n остання десяткова цифра n5 є такою ж, як і остання (десяткова) цифра n.
Відповідно до теореми Абеля–Руффіні, не існує загальної алгебраїчної формули (формули, вираженої через радикали) для розв'язання поліноміального рівняння, що містить п'ятий степінь невідомого як найвищій степінь. Це найнижчий степінь, для якого це вірно. Див. рівняння п'ятого степеня, рівняння шостого степеня та рівняння сьомого степеня.
Поряд із четвертим степенем, п'ятий степінь є одним із двох степенів k, які можна виразити як суму k − 1 інших k-их степенів, надаючи контрприклади до гіпотези Ейлера про суму степенів. Зокрема,
275 + 845 + 1105 + 1335 = 1445 (Lander & Parkin, 1966)